# Эксим банк Китая
Эксим банк Китая (China Exim Bank / The Export-Import Bank of China; Экспортно-импортный банк Китая) — китайский банк, основан в 1994 году и подчинён Государственному совету КНР. 
Один из трёх политических банков (финансирующих проекты правительства КНР), наряду с Банк сельскохозяйственного развития Китая и Китайский банк развития.
Банк имеет 32 отделения внутри Китая (представлен во всех провинциях и городах центрального подчинения), а также отделение в Париже и четыре зарубежных представительства в Йоханнесбурге (ЮАР, Зимбабве, Эфиопия), Рабате (Марокко, Сенегал, Габон), Гонконге (Гонконг, Макао и Тайвань) и Санкт-Петербурге (Россия, Украина, Белоруссия и Молдавия). Банк установил и поддерживает корреспондентские отношения более чем с 300 зарубежными банками по всему миру. В России и СНГ консультационное обслуживание работ по привлечению внешнего финансирования проектов от Эксим банка Китая предлагает компания ЭГМ БТК (Москва). Его международные кредитные рейтинги соответствуют национальным суверенным рейтингам. 
Банк является государственным, 10,74 % акций принадлежит Министерству финансов КНР, а 89,26 % — государственной инвестиционной компании Buttonwood Investment Holding Company.

## Деятельность
Функции банка включают:
- Кредитование импортных и экспортных операций, зарубежных проектов и инвестиций;
- Выдача специальных кредитов по распоряжению Государственного совета;
- Приём кредитов и пожертвований иностранных правительств и финансовых институтов;
- Приём депозитов;
- Выпуск облигаций;
- Проведение платежей и обмен валют на внутреннем и внешних рынках;
- Другие финансовые услуги.

Активы банка на конец 2019 года составили 4,57 трлн юаней ($700 млрд), из них 3,56 трлн пришлось на выданные кредиты; две трети пассивов составляют выпущенные облигации. В структуре выручки из 31,7 млрд юаней за 2019 год 16,9 млрд составил чистый процентный доход (доход 151,8 млрд, расход 134,9 млрд), 7,6 млрд составил инвестиционный доход, 5,6 млрд — комиссионный доход, 10,5 млрд — доход от обмена валют, 9,6 млрд убытка принесла переоценка активов (в 2018 году выручка составляла 60,9 млрд, то есть почти вдвое больше).
Эксим банк Китая с 2009 года начал кредитование российского нефтегазового комплекса, в частности, банк в начале 2009 года выдал кредит ВТБ на ввоз в России 30 буровых установок из Китая.
На 2019 год крупными проектами, финансируемыми банком, были 
покупка балкеров болгарской компанией Navibulgar, 
модернизация аэропортов на Самоа и в Эфиопии, строительство электростанций в Индонезии и Уганде и нефтехимического комплекса в Брунее, 
строительство моста в провинции Сычуань через реку Чишуй.
Также строительство шоссе на Шри-Ланке и в Пакистане; строительство автотрассы Трасса Белград — Бар в Черногории (см. Транспорт в Черногории#Автодорожный транспорт).